# Mořkov hlavní trať
Mořkov hlavní trať je železniční zastávka a nákladiště v obci Mořkov na jednokolejné železniční trati Ostrava – Valašské Meziříčí. Od roku 2009, kdy byl kvůli následkům povodní zastaven provoz na železniční trati Hostašovice – Nový Jičín (a tamní železniční zastávce „Mořkov“), je jedinou železniční zastávkou v Mořkově. Situovaná je v jižních partiích obce v objektu na adrese Nádražní 262, nacházející se v nadmořské výšce 400 m n. m. (podle turistického značení však 407 m n. m.).

## Obecný přehled
Zastávka je jednokolejná s odbočnou manipulační kolejí, která byla využívána pro nakládku železničních vagónů dřevem ze zdejší pily. Nádražní budova, jež je umístěna severně od kolejiště, prošla rekonstrukcí, naopak nákladiště, umístěné jižně od kolejiště, ztratilo po zrušení pily svou funkci. Východně od zastávky se nachází železniční přejezd, na kterém místní komunikace křižuje železniční trať. Nedaleko přejezdu došlo 17. prosince 2022 k dopravní nehodě, kdy kůň, který utekl majiteli, vběhl pod kola přijíždějícímu vlaku. Došlo ke srážce, jež zvíře poranila natolik, že muselo být utraceno. Patnácti cestujícím z vlaku se nic nestalo. Provoz na železnici si kvůli nehodě vyžádal přerušení na půl druhé hodiny.

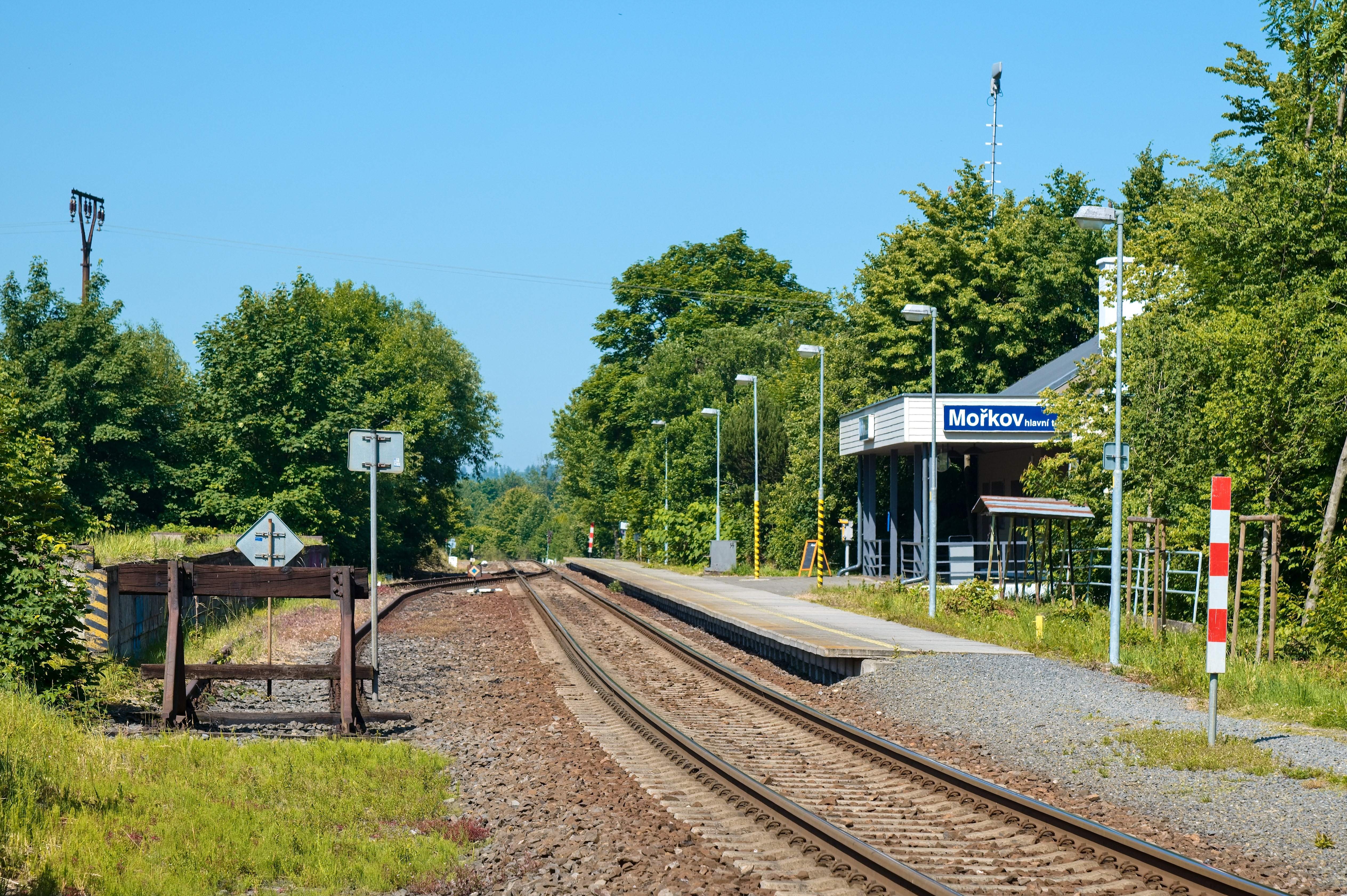
Celkový pohled na zastávku a nákladiště

Zastávka slouží k dopravní obsluze obce Mořkov a jako výchozí stanice pro turistické cesty do podhůří Beskyd. Od zastávky vedou turistické trasy:
- Pod Huštýnem → Huštýn
- Pod Huštýnem → Zubří

Od 12. prosince 2010 je navíc v zastávce vytvořen přestupní bod mezi meziměstskou autobusovou dopravou a železniční dopravou v rámci Ostravského dopravního integrovaného systému (ODIS).